# Гуанакоит
Гуанакоит — очень редкий минерал, водный основной арсенат меди и магния. Кристаллы призматические до игольчатых, размер от 0,2 до 0,7 мм. Вторичный в зоне окисления сульфидных месторождений, впервые был обнаружен в Чили.

## Местонахождения
- Сульфидное м-ние Эль-Гуанако (Чили) (первоначальное м-ние)
- М-ние Таруни близ г. Бу-Азер (Марокко)

## Происхождение названия
Название дано по месту первой находки (Сульфидное м-ние Эль-Гуанако (Чили)).